# レイヤー・ロード
レイヤー・ロード (Layer Road)は、イングランド, エセックス州, コルチェスターにあったスタジアム。

## 概要
1907年から2008年までコルチェスター・ユナイテッドFCのホームスタジアムとなっていた。
2008/2009シーズンからは、新スタジアムのコルチェスター・コミュニティ・スタジアムに移っている。

## 入場者数

### 平均入場者数
- 2007-2008: 5,468人 （チャンピオンシップ）
- 2006-2007: 5,466人 （チャンピオンシップ）
- 2005-2006: 3,969人 （フットボールリーグ1）
- 2004-2005: 3,534人 （フットボールリーグ1）

### 最大入場者数
- 19,072人 （FAカップ 1回戦） コルチェスター v レディング, 1948年11月27日